# Kofi Ansah
Kofi Ansah (6 de julio de 1951 - 3 de mayo de 2014) fue un diseñador de moda ghanés. Fue considerado un pionero en la promoción de estilos y diseños africanos modernos en el escenario internacional.

## Biografía
Ansah nació en 1951 en una familia artística y su padre, fotógrafo y músico clásico alentó su interés por el arte y el diseño.  Estudió en la Chelsea School of Art, graduándose en 1979 con un título de honor de primera clase en diseño de moda y distinción en tecnología de diseño. Inicialmente se hizo un nombre trabajando en la escena de la moda del Reino Unido: primero apareció en los titulares de su graduación cuando hizo un top con cuentas para la Princesa Anne de Inglaterra y luego regresó a Ghana en 1992,  donde creó la empresa Artdress. Fue fundador y presidente de la Federación de Diseñadores Africanos. Característico de su estilo fue el uso de acolchados, bordados y aplicaciones.
Murió en el Hospital Docente Korle-Bu, de 62 años, el 3 de mayo de 2014. Su funeral se celebró en la Casa del Estado en Acra .   
Vida personal 
Estaba casado con Nicola Ansah y es padre de los actores Joey Ansah, Tanoa Ansah y Ryan Ansah.

## Reconocimientos y honores
Ansah ganó la prestigiosa División de Diamantes de Ghana Quality Awards en octubre de 2003, por ropa y textiles con Artdress Ltd, y su compañía fue la ganadora de los Millennium 2000 African Fashion Awards. También diseñó la tela de aniversario para la celebración del jubileo de oro Ghana @ 50. Diseñó el vestuario para las ceremonias de inauguración y clausura de la Copa Africana de Naciones 2008 organizada en Ghana, y en 2009 fue el diseñador jefe del Festival de Moda y Artes Africanas (FAFA).
Fue honrado póstumamente en noviembre de 2015 en los ETV Ghana Fashion Awards por su "inmensa contribución a la industria de la moda y el prestigio de la nación".